# Germán Burgos
Germán Adrián Ramón Burgos (ur. 16 kwietnia 1969 w Mar del Plata) – argentyński trener piłkarski, a wcześniej piłkarz występujący na pozycji bramkarza. Posiada również obywatelstwo hiszpańskie.

## Kariera klubowa
Germán Burgos zawodową piłkarską karierę rozpoczynał w 1989 w Ferro Carril Oeste z Buenos Aires. Występował w nim przez pięć sezonów, jednak tylko przez dwa ostatnie miał zapewnione miejsce w podstawowej jedenastce. Łącznie dla tej argentyńskiej drużyny Burgos rozegrał 104 spotkania, po czym przeniósł się do River Plate. W pierwszym sezonie występów dla „Los Millonarios” Germán wystąpił w 33 pojedynkach, jednak z czasem miejsce między słupkami River Plate zajmował coraz rzadziej. Latem 1999, argentyński goalkeeper przeniósł się do występującej w Primera División Mallorki, z którą zajął dziesiąte miejsce w ligowej tabeli i wywalczył awans do Pucharu Intertoto. W ekipie „Barralets” Burgos spędził dwa sezony, w czasie których rozegrał jednak tylko dwanaście spotkań. W 2001 wychowanek Ferro Carril Oeste podpisał kontrakt z Atlético Madryt. W rozgrywkach 2001/2002 był podstawowym bramkarzem „Los Rojiblancos”, a w dwóch kolejnych sezonach wystąpił tylko po czternaście razy. W 2004 Burgos zdecydował się zakończyć swoją piłkarską karierę.

## Kariera reprezentacyjna
W reprezentacji Argentyny Burgos zadebiutował w 1995 roku, kiedy to trenerem Argentyńczyków był Daniel Passarella. Następnie Burgos znalazł się w kadrze na Mistrzostwa Świata 1998, na których „Albicelestes” zostali wyeliminowani w ćwierćfinale przez Holandię. Na imprezie tej Germán nie zagrał ani minuty, a pierwszym bramkarzem Argentyńczyków był Carlos Roa. Burgos pojechał także na Mistrzostwa Świata 2002, jednak tam był zmiennikiem dla Pablo Cavallero i także nie pojawił się ani razu na placu gry. Na boiskach Korei Południowej i Japonii zespół prowadzony przez Marcelo Bielsę nie zdołał wyjść z grupy, a mistrzostwa te były ostatnim wielkim turniejem w karierze Burgosa, który łącznie dla drużyny narodowej rozegrał 36 spotkań.